# 6011 Tozzi
6011 Tozzi è un asteroide della fascia principale. Scoperto nel 1990, presenta un'orbita caratterizzata da un semiasse maggiore pari a 2,7183338 au e da un'eccentricità di 0,1515979, inclinata di 2,50322° rispetto all'eclittica. Ha un diametro di 7,363 km.
L'asteroide è dedicato all'astronomo italiano Gian Paolo Tozzi, dell'Osservatorio astrofisico di Arcetri.